# Зинович, Дмитрий Александрович
Дми́трий Алекса́ндрович Зино́вич (бел. Дзмітрый Аляксандравіч Зіновіч; род. 29 марта 1995, Минск, Беларусь) — белорусский футболист, защитник клуба «ОшГУ-Алдиер».

## Карьера

### Клубная
С 2012 года выступает за дубль футбольного клуба «Минск». В сезоне 2014 стал привлекаться к основному составу. Дебютировал в Высшей лиге 6 июля 2014 года, выйдя на замену в конце матча с «Нафтаном» (4:0). В декабре того же года продлил контракт с «Минском».
Сезон 2015 начал в дубле, а в июне закрепился в стартовом составе основной команды. Однако, в июле получил травму, из-за которой выбыл до октября. После восстановления от травмы вернул место в основном составе.
В марте 2016 года был отдан в аренду брестскому «Динамо». Начинал сезон основным защитником динамовцев, но позже потерял место в составе. В июле 2016 года покинул «Динамо» и вскоре присоединился к «Белшине», которую не сумел спасти от вылета в Первую лигу.
В январе 2017 года вернулся в «Минск». Сезон 2017 начал в качестве одного из основном центральных защитников минчан. В сентябре 2017 года не играл из-за травмы. В начале сезона 2018 закрепился в стартовом составе, однако в августе получил травму и выбыл до конца сезона. В июне 2019 года вернулся в строй, однако появлялся на поле редко, зачастую оставался на скамейке запасных, играл за дублирующий состав.
В январе 2021 года по окончании контракта покинул «Минск». Позднее стал игроком «Ислочи».
В январе 2023 года футболист вернулся в брестское «Динамо». В мае 2023 года по решению контрольно-дисциплинарного комитета АБФФ был оштрафован за получение денежных средств в рамках неправомерного финансового стимулирования со стороны ФК "Шахтер" за победу в матче ФК "Белшина"-ФК "Динамо Минск".. В январе 2024 года футболист покинул брестский клуб, расторгнув контракт по соглашению сторон.

### В сборной
Выступал за юношескую сборную Беларуси до 19 лет. 17 ноября 2014 года дебютировал за молодёжную сборную в товарищеском матче против Литвы. В январе 2015 года принимал участие в Кубке Содружества в Санкт-Петербурге, сыграв в 5 матчах.

## Статистика
| Сезон    | Дивизион | Клуб         | Страна        | Матчи | Голы |
| -------- | -------- | ------------ | ------------- | ----- | ---- |
| 2013     | дубль    | Минск        | Флаг Беларуси | 32    | 6    |
| 2014     | Д1       | Минск        | Флаг Беларуси | 2     | 0    |
| 2015     | Д1       | Минск        | Флаг Беларуси | 8     | 0    |
| 2016 (1) | Д1       | Динамо-Брест | Флаг Беларуси | 9     | 0    |
| 2016 (2) | Д1       | Белшина      | Флаг Беларуси | 11    | 1    |
| 2017     | Д1       | Минск        | Флаг Беларуси | 20    | 2    |
| 2018     | Д1       | Минск        | Флаг Беларуси | 17    | 0    |
| 2019     | Д1       | Минск        | Флаг Беларуси | 4     | 0    |
| 2020     | Д1       | Минск        | Флаг Беларуси | 8     | 0    |

## Личная жизнь
Младший брат Кирилл (род. 2003) — также футболист.